# Перший Криворізький
«Перший Криворізький» — суспільно-політичне інтернет-видання, яке працює в Кривому Розі з 2010 року. Також працює з темами розвінчування радянських і російських міфів, екологічними проєктами тощо. Щомісячна кількість переглядів — більше 1,3 мільйона.
ЗМІ отримало реєстрацію Національної ради з питань телебачення та радіомовлення. Медіа увійшло в довгий список національної премії «Високі стандарти журналістики-2021», потрапило на «Мапу рекомендованих медіа» від «Детектор Медіа» та на «Мапу перевірених джерел» національного проєкту з медіаграмотності Міністерства культури та інформаційної політики України «Фільтр».
Окрім висвітлення міських новин також працює у жанрах журналістики рішень, відстежує бюджетні закупівлі, займається контролем місцевої влади, виборчих процесів, розповідає історії представників ЛГБТ+ спільнот, мам, які виховують дітей з синдромом Дауна, та про зміни в суспільстві на користь людей з інвалідністю, допомагає знайти родини безпритульним тваринам.
З початком повномасштабного російського вторгнення в Україну видання втратило багато рекламодавців й вимушено було покластися на пожертви читачів та гранти. Засновник і директор «Першого Криворізького» Олег Горовий з перший днів війни приєднався до територіальної оборони. Видання запустило україномовну версію. Станом на 2023 рік в команді — 9 людей, з яких в офісі працює 6,  ще 3 — віддалено. Також змінилася аудиторія — медіа, яке позиціонує себе як міське видання про Кривий Ріг, отримало велику аудиторію з Києва, Львова. Редакція пов’язує це з міграцією криворіжців через вторгнення.

### Проєкти
Журналістика рішень — «Перший Криворізький» взяв участь в однойменному проєкті «Львівського медіафоруму» разом з ще двома ЗМІ: «Перший канал соціальних новин» (Луцьк), «Свої.City» (Київ, Бахмут). Журналістика рішень, за визначенням ЛМФ — це метод створення журналістських матеріалів, які пропонують варіанти розв'язання проблем, а також обґрунтування того, чому і як рішення можуть працювати чи не працювати.
«Історія Кривого Рогу». Головна мета — долучити місцевих мешканок та мешканців до створення історичного портрету Кривого Рогу та навколишніх сіл та селищ. Окрім професійних журналістів, до створення контенту проєкту можуть долучитися читачі. Розроблена інтерактивна мапа Кривого Рогу, де можна знайти інформацію про вулицю, будинок чи інший об’єкт на карті.
«Свідки війни» — журналісти збирають свідчення мешканців Кривого Рогу і прилеглих територій, включно з іншими регіонами, про злочини російської армії, окупацію, обстріли.
«Працюю на перемогу» — репортажі про діяльність волонтерів, громадських ініціатив, проєкти з ВПО тощо.
«Екскурсії Кривим Рогом» — серія організованих «Першим Криворізьким» безкоштовних екскурсій Кривим Рогом, яка «дозволить зануритися в незабутню подорож історією та природою нашого міста».
«Боротьба із дезінформацією» — щотижневий огляд фейкових повідомлень російських медіа.

### Напади на журналістів
6 липня 2017 року було поранено оператора «Першого Криворізького» В'ячеслава Волка, який брав участь у зйомках постановочного кадру під час військових навчань. Після завершення самих навчань один з військових запропонував журналістам дозняти ще кілька сцен, наприклад, затримання зловмисника. Волк погодився побути в ролі «зловмисника». Військові його скрутили, відвели в приміщення, де відбувся постріл. Волка було поранено в шию. Поліція затримала підозрюваного — інструктора з стрільби Ігоря Петренка — й вилучила в нього незаконно придбану вогнепальну зброю, споряджену бойовими патронами. Петренка судили за умисне завдання тяжких тілесних ушкоджень і незаконне поводження зі зброєю. В’ячеслав Волк переніс декілька операції й досі залишається паралізованим. 27 травня 2022 року судом кримінальне провадження було зупинено до звільнення обвинуваченого з військової служби — зараз Ігор Петренко служить в ЗСУ.
У липні 2018 року заступник начальника охорони криворізького комунального підприємства «Швидкісний трамвай» Юрій Островський вдарив журналіста «Першого Криворізького» Миколу Чирву, коли той збирав інформацію про ймовірне отруєння стерилізованих за бюджетний і волонтерський кошт безпритульних тварин на території комунального підприємства. Нападника звільнили з роботи. Поліція розпочала кримінальне провадження за статтю 125 Кримінального кодексу України (нанесення легких тілесних ушкоджень), а згодом перекваліфікувала справу за частиною 2 статті 345-1 Кримінального кодексу України (загроза або насильство щодо журналіста). 29 березня 2019 року Саксаганський районний суд Кривого Рогу визнав Юрія Островського винним і зобов’язав виплатити 850 грн штрафу і 5 000 тисяч гривень моральної компенсації Миколі Чирві. Після скарги прокуратури 30 вересня 2019 року Дніпровський апеляційний суд засудив Юрія Островського до року обмеження волі. 19 серпня 2020 року Верховний суд України залишив вирок у силі.
15 вересня 2018 року під час зйомки сюжету на редакторку «Першого Криворізького» Софію Скибу напав забудовник Олександр Борисюк. Він заважав журналістці працювати, хапав її за руки, кидався на камеру. 20 вересня поліція відкрила провадження за частиною 1 статті 171 Кримінального кодексу України (перешкоджання законній професійній діяльності журналістів).
В квітні 2020 року журналістів видання під час підготовки репортажу про засідання постійних комісій депутатів Криворізької міської ради, виштовхали за ворота працівники «Муніципальної гвардії». Було порушено кримінальну справу (ст. 171 КК України). 27 квітня 2023 року провадження було припинено через те, що обвинувачувані проходять військову службу.

## Зовнішні посилання
Сайт: https://1kr.ua/ua/
Facebook: 
Instagram: 
Telegram-канал: 
Twitter: 
YouTube: [5]
TikTok: [6]
Viber: [7]
LinkedIn: [8]